# 雷文特·萊斯
雷文特·德特拉·萊斯（1992年7月14日—）為美國男子籃球運動員，場上位置為得分后卫，最後效力於中国男子篮球职业联赛广东宏远。

## 學生生涯
打美式足球防守邊鋒位置的萊斯在高三時決定高四時要棄足從籃，高四整年場均表現為23.9分、6.4籃板、1.8 助攻與2.9抄截，並創下隊史單季得分紀錄（814分），整季表現被《News-Gazette》評選為2010年度最佳球員。萊斯大學進入德雷克大學就讀，大二場均挹注16.8分、5.8籃板，整體命中率為43%，三分球命中率為24%，大三轉學至伊利诺伊大学厄巴纳-香槟分校。

## 職業生涯
2018年9月25日，皮卓戚米班達伊瑪姆簽下萊斯。2018年12月，萊斯加入墨西卡利太陽。2019年1月，萊斯離開墨西卡利太陽。3月6日，耶西極光引進萊斯。9月4日，VTB聯賽薩拉托夫公路簽下萊斯。10月18日，薩拉托夫公路終止與萊斯的合約。12月25日，埃拉特夏普爾簽下萊斯。2020年2月，萊斯與埃拉特夏普爾簽下的短期合約到期。5月18日，耐斯茨奧納伊羅尼與萊斯簽約至賽季結束。7月15日，B1聯賽京都創榮與萊斯達成協議。萊斯代表京都創榮出賽51場比賽，場均20.0分、5.2籃板、2.8助攻。
2021年11月8日，儘管背負十條FIBA禁令，AEK雅典與萊斯達成協議，萊斯有隨AEK雅典練球。12月10日，尼凱亞伊奧尼科斯引進萊斯。2022年1月8日，尼凱亞伊奧尼科斯終止與萊斯的合約。1月10日，鹽湖城明星獲得萊斯。7月29日，萊斯加盟聖法蘭西斯科印第安人。8月5日，萊斯被Pe'Shon Howard頂替。
2023年1月，萊斯代表布藍普頓蜜獾出賽兩場美洲籃球冠軍聯賽。2月10日，萊斯加盟T1聯盟臺中太陽。2月11日，萊斯T1聯盟初登板全場32投15中，三分球16投8中，攻下46分、8籃板、2助攻、5抄截，萊斯原先背號為23號，但因為科比·布莱恩特而將背號改為24號，導致初登板時背號採取黏貼方式。4月25日，萊斯在季後挑戰賽對戰台灣啤酒英熊的比賽拿下44分、12籃板、11助攻的大三元成績，成為第一位在T1聯盟季後賽達成大三元的球員。萊斯效力臺中太陽時期場均可挹注30分、7.3籃板、2.9助攻、2.2抄截。8月21日，黎巴嫩籃球聯賽球隊智慧簽下萊斯。
2024年1月4日，P. LEAGUE+高雄17直播鋼鐵人簽下萊斯，中文登錄名為「銳米」，取自其英文名字「Ray」的音與姓氏「Rice」的意譯。2024年6月，萊斯與中国男子篮球职业联赛辽宁飞豹簽下短約參加亞洲籃球冠軍聯賽，總計出賽三場，場均攻下17分、2.3籃板、3助攻。2024年8月，萊斯原先與天津先行者達成口頭協議，後因個人原因未與球隊簽約。9月22日，萊斯加入菲律賓籃球協會麥諾尼亞熱點取代沙巴茲·穆罕默德。9月26日，萊斯被贾巴里·伯德取代，萊斯替麥諾尼亞熱點出賽兩場PBA總督盃。12月14日，广东宏远表示萊斯抵達東莞接受試訓。12月24日，广东宏远與萊斯完成簽約。2025年1月4日，广东宏远終止與萊斯的合約。

## 生涯數據

### T1聯盟

#### 例行賽
| 賽季    | 球隊     | GP | MPG   | 2P%  | 3P%  | FT%  | RPG | APG | SPG | BPG | PPG  |
| ------- | -------- | -- | ----- | ---- | ---- | ---- | --- | --- | --- | --- | ---- |
| 2022-23 | 臺中太陽 | 14 | 36:19 | 37.4 | 36.8 | 78.3 | 7.3 | 2.9 | 2.2 | 0.3 | 30.0 |

#### 季後挑戰賽
| 賽季 | 球隊     | GP | MPG   | 2P%  | 3P%  | FT% | RPG | APG | SPG | BPG | PPG |
| ---- | -------- | -- | ----- | ---- | ---- | --- | --- | --- | --- | --- | --- |
| 2023 | 臺中太陽 | 2  | 47:34 | 45.8 | 40.9 | 75  | 8.5 | 8.5 | 5   | 0   | 45  |

#### 季後賽
| 賽季 | 球隊     | GP | MPG   | 2P%  | 3P% | FT%  | RPG | APG | SPG | BPG | PPG |
| ---- | -------- | -- | ----- | ---- | --- | ---- | --- | --- | --- | --- | --- |
| 2023 | 臺中太陽 | 3  | 39:10 | 30.4 | 15  | 82.1 | 5.3 | 3.3 | 2.3 | 0   | 18  |

## 外部連結
- 雷文特·萊斯在fiba.basketball（英语）
- 雷文特·萊斯在VTB聯賽（英语）
- 雷文特·萊斯在中国男子篮球职业联赛
- 雷文特·萊斯在B聯賽（日语）
- 雷文特·萊斯在P. LEAGUE+
- 雷文特·萊斯在Basketball-Reference.com（NBA G聯盟）（英语）
- 雷文特·萊斯在Basketball-Reference.com（國際）（英语）
- 雷文特·萊斯在Sports-Reference.com（NCAA）（英语）
- 雷文特·萊斯在Eurobasket.com（球員）（英语）
- 雷文特·萊斯在Proballers（英语）
- 雷文特·萊斯在RealGM（英语）
- 雷文特·萊斯在中国篮球数据库
- 雷文特·萊斯在Flashscore（英语）
- . Brampton Honey Badgers.   [2024-12-23].